# Smaragdlori
De smaragdlori (Neopsittacus pullicauda) is een soort lori uit het geslacht Neopsittacus. Het is een endemische vogelsoort uit Nieuw-Guinea.

## Beschrijving
De smaragdlori is kleiner dan de Musschenbroeks lori (18 cm) maar lijkt verder sterk op deze lori. De smaragdlori heeft meer oranje op de borst en de onderkant van de staart is vuilgeel tot groenig en niet geel zoals bij de Musschenbroeks lori. Beide lori's komen soms voor in hetzelfde gebied en kunnen gezamenlijk in hetzelfde bos foerageren, maar ze zullen altijd opvliegen in aparte groepjes, soort bij soort.

## Voorkomen en leefgebied
De smaragdlori is een vogel van het hooggebergte van het gehele centrale hoogland en het Huonschiereiland, maar niet op Vogelkop. Het is een vogel van bosgebieden en struikgewas in het hooggebergte in de zone tussen 2100 en 3800 m boven de zeespiegel.

## Status
De grootte van de wereldpopulatie is niet gekwantificeerd. Men veronderstelt dat de soort in aantal stabiel is. Om deze redenen staat de smaragdlori als niet bedreigd op de Rode Lijst van de IUCN.